# Chelonus krivokhatskyi
Chelonus krivokhatskyi är en stekelart som först beskrevs av Vladimir Ivanovich Tobias 2005.  Chelonus krivokhatskyi ingår i släktet Chelonus och familjen bracksteklar. Inga underarter finns listade i Catalogue of Life.